# Naglaa Fathi
Fatma El-Zahraa Hussein Fathi (tiếng Ả Rập Ai Cập: فاطمة الزهراء حسين فتحي, sinh ngày 21 tháng 12 năm 1951), thường được biết đến với cái tên Naglaa Fathi, là một nữ diễn viên người Ai Cập gốc Circassia. Bà bắt đầu sự nghiệp diễn xuất vào năm 1967 và đã đóng nhiều vai trong hơn 80 bộ phim. Bà thành lập một công ty sản xuất và sản xuất phim, bao gồm Siêu thị (1990). Nữ diễn viên từng giành giải thưởng cũng đã viết kịch bản cho Tomorrow I Will Exact My Revenge (1980).

## Sự nghiệp
Fathi bắt đầu sự nghiệp diễn xuất của mình trong điện ảnh Ai Cập năm 15 tuổi khi bà được nhà sản xuất Adly El-Mowalid tiếp cận, khi bà đang ở bãi biển ở Alexandria cùng bạn bè. Bà bỏ học năm 1967 để tham gia diễn xuất. Sự nghiệp của bà bắt đầu một cách nghiêm túc và bà đóng vai chính trong bộ phim Ai Cập năm 1968 Afrah ("Joys"), được sản xuất tại Beirut, Lebanon. Đạo diễn của bộ phim, Ali Badrakhan đã đặt phòng về Fathi, nhưng nhà sản xuất đồng nghiệp Ramkes Naguib coi bà là biểu tượng lãng mạn tiềm năng. Trong suốt những năm 1970, bà đã đóng khoảng 15 bộ phim mỗi năm, chủ yếu là những bộ phim tình cảm lãng mạn. Trong ngành công nghiệp điện ảnh Ai Cập, bà chỉ đứng thứ hai sau nữ diễn viên Faten Hamama về số lượng phim lãng mạn đã tham gia. Trong những năm 1980, Fathi rời khỏi vai diễn này và bắt đầu đóng những vai phức tạp hơn trong các bộ phim liên quan đến khía cạnh chính trị và xã hội.
Bà đã nhận được một giải thưởng dành cho nữ diễn viên xuất sắc nhất với vai chính trong El Garage (1995), trong đó bà vào vai một bà mẹ đơn thân ở khu hoang vắng và nghèo khổ, sống trong một gara với năm đứa con của mình, tất cả đều từ bỏ gia đình khác khi sức khỏe của bà ấy xấu đi. Bộ phim dựa trên một câu chuyện có thật và Fathi đã mô tả nó là vai diễn "khó khăn và đau đớn nhất" mà bà phải đóng. Theo nhà văn Nagla El-Baz, bộ phim là một thành công trong việc nâng cao nhận thức về vấn đề quá đông dân.

## Cuộc sống cá nhân
Fathi trước đây đã trải qua hai cuộc hôn nhân và có một cô con gái tên Yasmine với người chồng thứ hai. Năm 1992, bà kết hôn với nhà báo và người dẫn chương trình truyền hình nổi tiếng người Ai Cập Hamdi Qandil. Trong khi bà tuyên bố rằng cuộc hôn nhân đầu tiên của mình, vào năm 1969, là một bí mật được giữ kín khỏi gia đình, bà đã mô tả cuộc hôn nhân thứ hai của mình vào năm 1971 là một hành động cân bằng cho cuộc sống của bà giữa sự nổi tiếng và tài sản mới của bà và cố gắng nuôi nấng một gia đình lớn. Bà nói trong một cuộc phỏng vấn năm 2000 rằng Qandil, người chồng hiện tại của bà, "là người đàn ông đầu tiên mê hoặc tôi. Thật không dễ dàng để làm say mê tôi, nhưng anh ấy đã làm. Tôi cảm thấy như một sinh viên khi ở bên anh ấy: Tôi khám phá phẩm chất mới trong anh ấy mỗi ngày. " 
Bà ủng hộ sự nghiệp của người Palestine và chủ nghĩa Ả Rập. Khi cố tổng thống Ai Cập Gamal Abdel Nasser tuyên bố từ chức sau thất bại của Ai Cập trong Chiến tranh 1967, bà đã tham gia các cuộc biểu tình phản đối sự ra đi của ông, mà ông rút lại vài ngày sau đó. Bà đã mặc trang phục nông thôn truyền thống của người Palestine trong một số cuộc phỏng vấn và các sự kiện công cộng như một biểu hiện của sự đoàn kết và nói rằng bà đã rất bối rối trước các sự kiện của Intifada thứ hai ở vùng lãnh thổ Palestine, đặc biệt là việc giết Muhammad al-Durrah, nói rằng "Hạnh phúc của tôi đã bị phá vỡ bởi các sự kiện [ở vùng lãnh thổ Palestine]. Tôi không biết làm thế nào để hạnh phúc 100 phần trăm, thực sự. Một cái gì đó trong tôi đã trở nên tối tăm. " 

## Phim được chọn

### Phim ảnh
| Năm      | Phim ảnh                             | Vai diễn | Ghi chú      |
| -------- | ------------------------------------ | -------- | ------------ |
| Năm 1968 | Vẻ đẹp của tình yêu                  | Hayam    |              |
| Năm 1968 | Niềm vui                             | Bosayna  |              |
| Năm 1968 | Harami al-waraka                     |          | Âm nhạc      |
| 1970     | Al-mirayya                           | Karima   |              |
| 1971     | Khamsa chia sẻ 'al-habaib            |          |              |
| 1971     | Rehla laziza                         | Zahra    |              |
| Năm 1972 | Mũi và Ba mắt                        | Nagwa    |              |
| 1974     | Bedur                                |          |              |
| 1974     | Những ngày đẹp nhất của cuộc đời tôi |          |              |
| 1976     | Không có thời gian cho nước mắt      |          |              |
| 1976     | Mặt trăng thời gian                  |          |              |
| 1977     | Sonya và Người điên                  | Sonya    |              |
| 1977     | Yêu điên cuồng                       | Mona     |              |
| 1979     | Alexandria... Tại sao?               | Sarah    |              |
| 1980     | Tình yêu không nhìn thấy mặt trời    |          |              |
| 1980     | Vô gia cư                            |          |              |
| 1984     | Những điều chưa biết                 | Nadia    |              |
| 1986     | Nghĩa địa cho thuê                   | Nabila   |              |
| 1988     | Imraa Motalaka                       | Salwa    |              |
| 1985     | Nghi ngờ                             |          |              |
| 1989     | Những giấc mơ của Hind và Cemalia    | Camelia  |              |
| 1990     | Siêu thị                             |          | Nhà sản xuất |
| 1990     | Taht el-sifr                         | Ragaa    |              |
| 1995     | Nhà để xe                            | Naomi    |              |
| 1998     | Hòa nhạc trên đường phố hạnh phúc    | Sonia    |              |

## liên kết ngoài
- Naglaa Fathi